# OMIRA
Die Omira GmbH (Oberland-Milchverwertung Ravensburg) ist eine Molkerei in Süddeutschland, die rund 580 Mio. kg Milch jährlich verarbeitet. Die Unternehmensgruppe gehört seit 2017 zu französischen Lactalis-Gruppe. Zu Omira und seit 2017 zu Lactalis gehören auch die Neuburger Milchwerke in Neuburg an der Donau.
Im Jahr 2016 belieferten rund 2.600 Milcherzeuger das Unternehmen.
Die Produktpalette umfasst eine Vielzahl von Milchprodukten. Mit der Marke „OMIRA MILCH“ bietet Omira ein Sortiment an Milchprodukten und Käse an. Die Marke „MinusL“ steht für das Sortiment der laktosefreien Milchprodukte.
Das Sortiment der Milchprodukte ist zur Abgabe an die Endverbraucher bestimmt und wird auch als Zwischenprodukt für die weiterverarbeitende Ernährungs- und Süßwarenindustrie geliefert.

## Geschichte

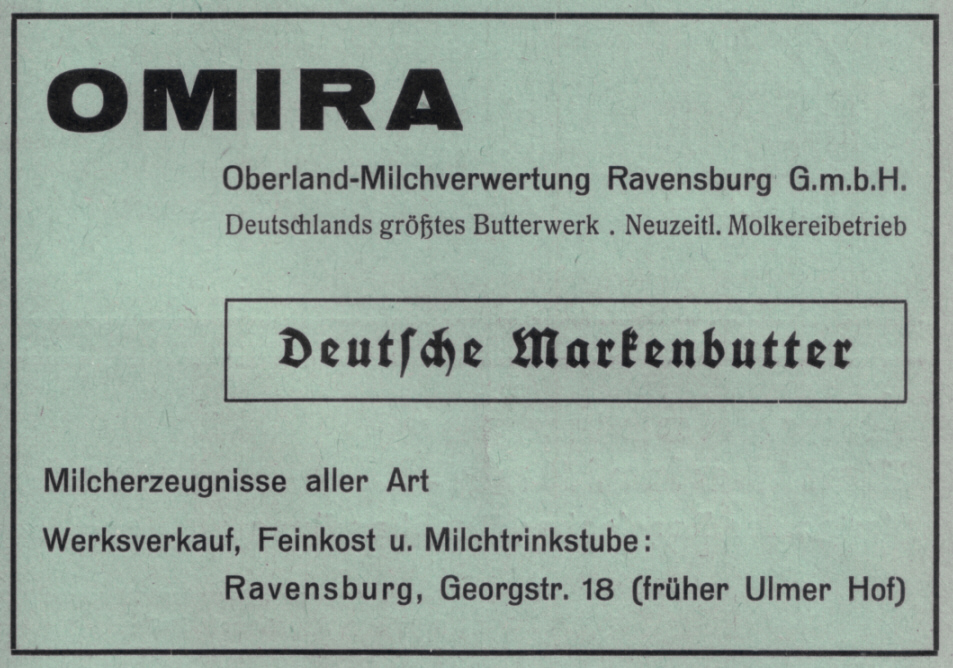
Omira-Anzeige (1934)

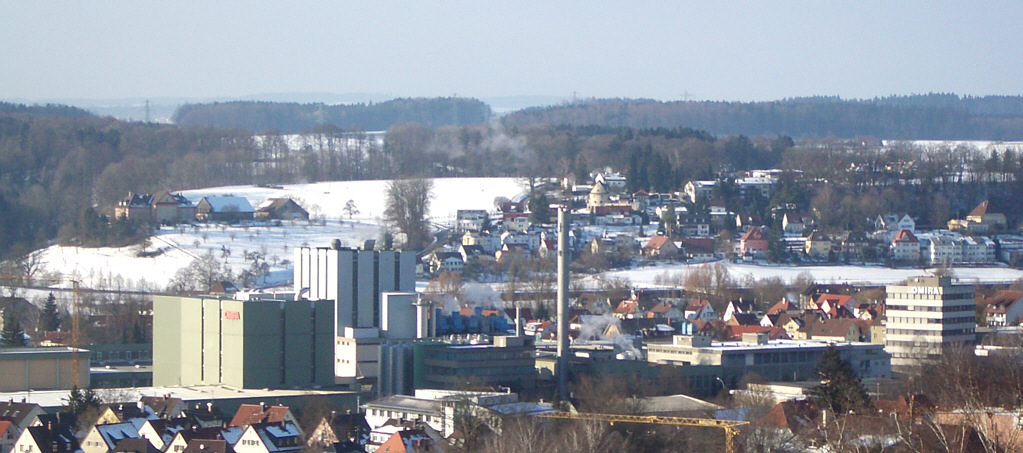
Omira in Ravensburg

Die Omira Oberland Milchverwertung GmbH wurde zur Verarbeitung und Vermarktung der regionalen Milch 1929 im württembergischen Ravensburg von Franz Schenk Freiherr von Stauffenberg als für die damalige Zeit moderne Molkerei gegründet. Der Schwerpunkt lag auf der Produktion von Butter und Trockenmilch. 1961 trat Karl Nuber in das Unternehmen ein. 1965 wurden die Zweigbetriebe Neuravensburg und Dachau angegliedert. Von 1971 bis zu seinem Ausscheiden 2001 hatte Nuber die Geschäftsführung der „Omira Oberland-Milchverwertung GmbH“ inne und formte eine Unternehmensgruppe. Das Erfassungsgebiet der Omira ist durch den Anschluss von Zweigbetrieben kontinuierlich gewachsen. Besondere Schritte waren die Eingliederung der Allgäuer Emmentaler-Käserei in Neuravensburg im Jahre 1987. 1993 folgte die Übernahme der „Bodensee-Albmilch Rottweil“ und 1999 die Kooperation mit den „Neuburger Milchwerken“. Im Jahr 2008 erhielt Omira zehn goldene sowie zwei silberne Qualitätsauszeichnungen der Deutschen Landwirtschafts-Gesellschaft.
2009 wurde die Omira durch oberschwäbische Milchbauern wegen des zu geringen Milchabnahmepreises bestreikt.
2010 kam die Omira in die Schlagzeilen, als bekannt wurde, dass von April 2003 bis März 2009 Käse aus den Niederlanden unter dem Namen „Bodenseekäse“, als „Deutscher Schnittkäse“ und als „Der mild würzige Käse vom Bodensee“ verkauft wurde. Zunächst behauptete das Unternehmen, damit keinerlei Fehler begangen zu haben, schließlich entschuldigte sich das Unternehmen allerdings unter dem Druck der Öffentlichkeit bei den Kunden. Gegen leitende Mitarbeiter ermittelt die Staatsanwaltschaft wegen eines Verstoßes gegen das Lebensmittelgesetz (Stand Januar 2011); ein Prokurist eines Tochterunternehmens wurde zu einer Geldstrafe verurteilt.
Mitte 2017 gab der französische Molkereikonzern Lactalis ein Übernahmeangebot für die Molkereien der Omira ab. Die Omira-Vertreter haben in der Gesellschafterversammlung am 22. Juni 2017 dem Angebot zugestimmt. Die Freigabe des Kartellamtes erfolgte am 31. August 2017, zum 1. September 2017 trat die Übernahme in Kraft. Seit dem 1. September 2017 gehört die OMIRA GmbH zur Lactalis-Gruppe.

## Produkte

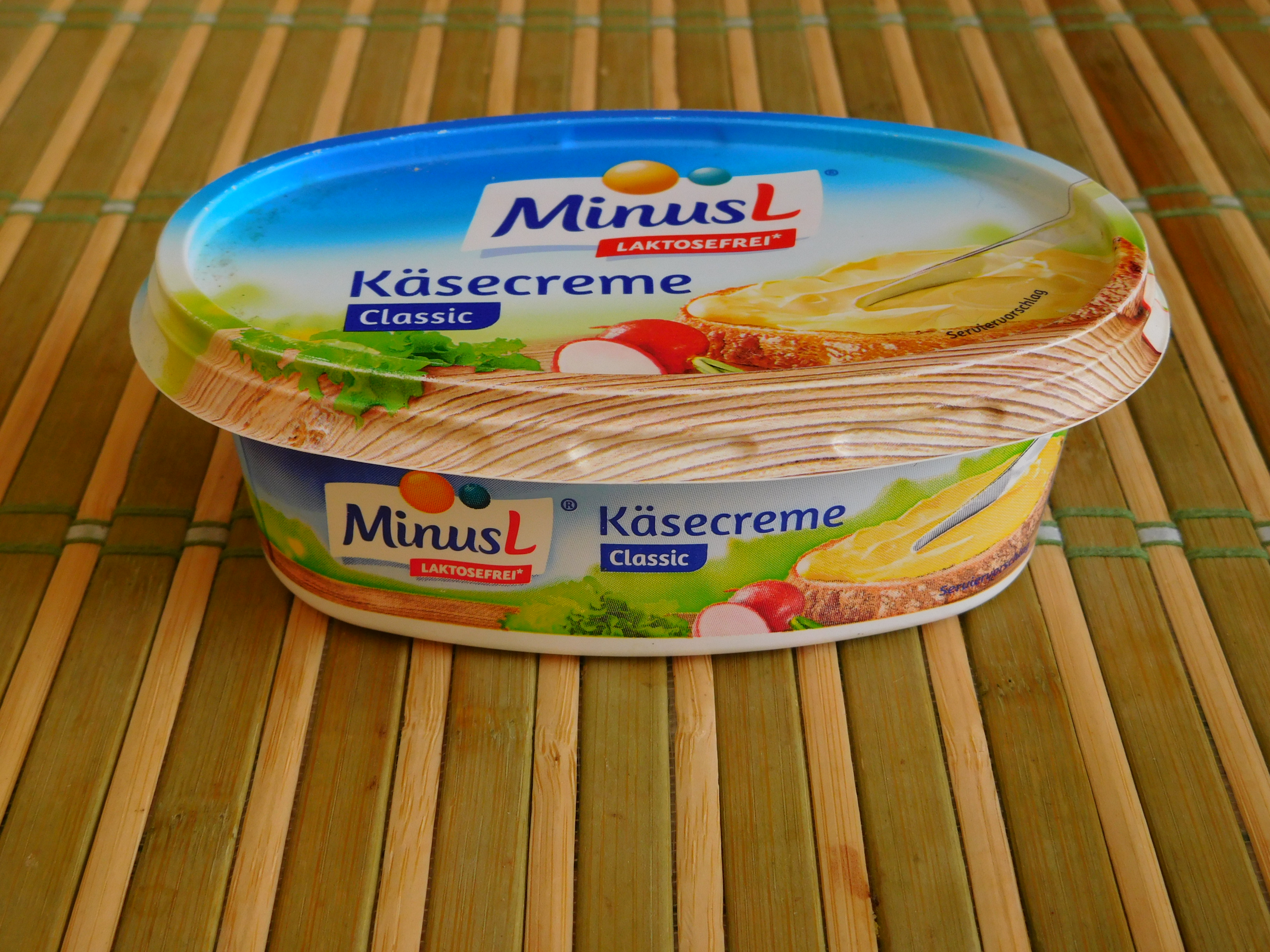
Minus L – laktosefreie Käsecreme von Omira

- Milch: H-Milch, Frischmilch, Milchmischgetränke
- Sahne: H-Sahne, Sauerrahm, Schmand
- Butter: Süßrahm-Butter, mildgesäuerte Butter, Portionsbutter
- Quark: Magerquark, Speisequark, Sahnequark
- Käse: Emmentaler, Mainauer, Zeppelin-Käse, Spätzlekäse gerieben, Paprika-Creme, Kräuter-Creme, Camembert, Brie, Limburger
- Joghurt: Naturjoghurt, Fruchtjoghurt, griechischer Joghurt
- Pudding und Desserts: Vanillepudding, Schokopudding, Vanillepudding mit Sahne, Schokopudding mit Sahne, gestrudelter Schoko-Vanille-Pudding, Milchpudding, Sahnepudding
- Laktosefreie Milchprodukte:[11] H-Milch, Frischmilch, Milchmischgetränke, Butter, Sahne, Sprühsahne, Schmand, Joghurt, Quark, Pudding, Käse-Sortiment, Eiskrem, Süßwaren
- Großverbrauchererzeugnisse und Produkte für die industrielle Verarbeitung: Magermilch-, Vollmilch-, Buttermilch-, Sahnepulver, Spezielle Trockenmilcherzeugnisse, Blockbutter, Butterreinfett, Quark und Joghurt, flüssige Milch und Sahne, laktosefreie Produkte

## Marken (Auswahl)
Die in Ravensburg ansässige Omira-Abteilung Correla produzierte Correla, eine „muttermilchähnliche Säuglingsmilch nach Dr. W. Kraft“. Axel Frischmilch war eine Marke (Produktname) der Südmilch AG, sie wurde 2009 von der OMIRA übernommen.